# Esens
Esens è una città di 6.934 abitanti della Bassa Sassonia, in Germania.
Appartiene al circondario (Landkreis) di Wittmund (targa WTM) ed è parte della comunità amministrativa (Samtgemeinde) di Esens.

## Stemma
Nello stemma della città è raffigurato un orso. Nel 2002, durante il quattrocentosettantacinquesimo anniversario della città di Esens, fu avviata una grande iniziativa con gli orsi. Ad incrementare decisamente l'attrattiva della città hanno provveduto 44 Orsi Buddy creati da vari artisti. L'animale raffigurato nello stemma della città di Esens ha attirato così ancora di più l'attenzione dei cittadini e dei numerosi ospiti della città.

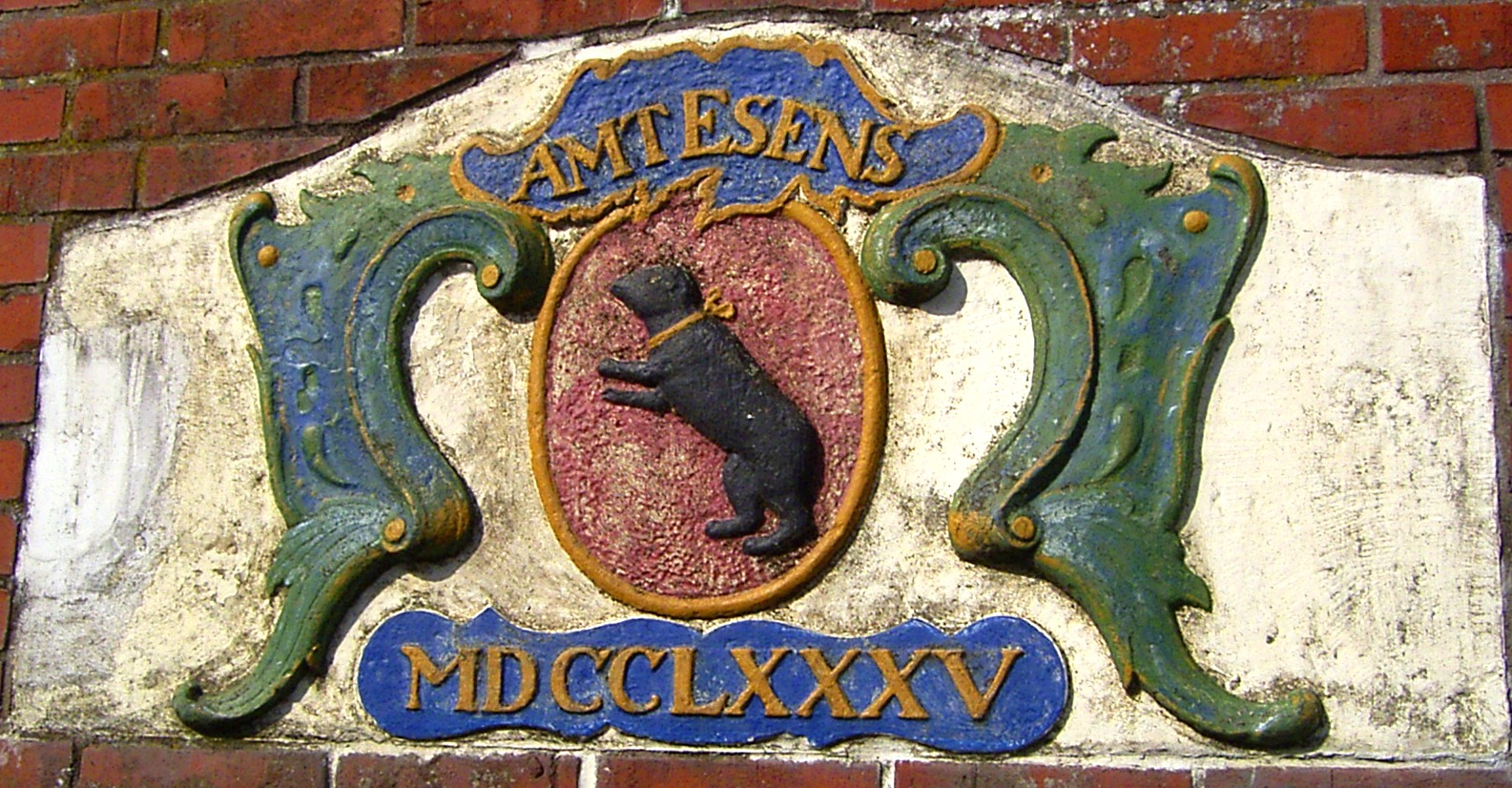
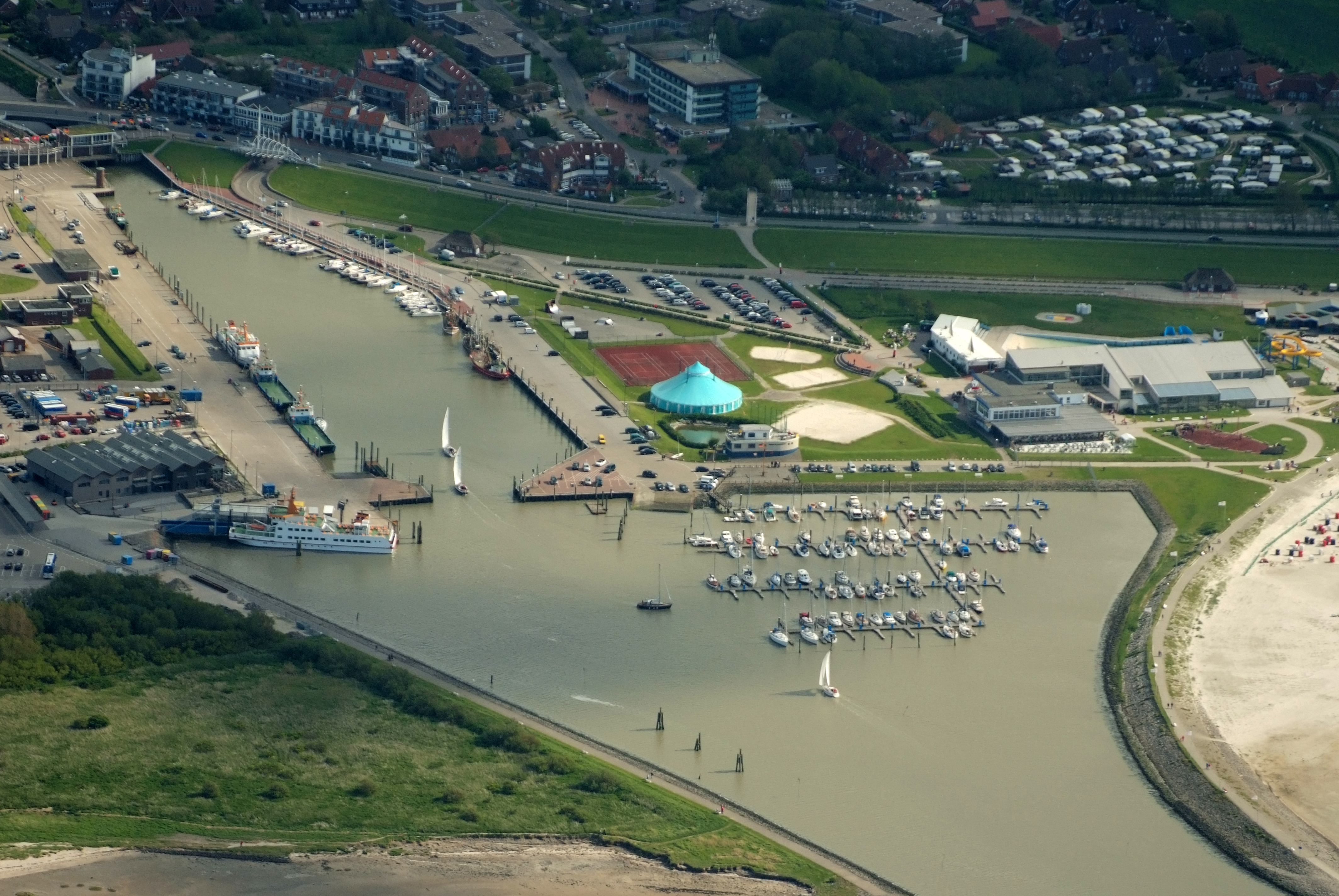

- Esens townhall in wintertime -->